# Rhododendron dalhousiae
Rhododendron dalhousiae är en ljungväxtart. Rhododendron dalhousiae ingår i släktet rododendron, och familjen ljungväxter.

## Underarter
Arten delas in i följande underarter:
- R. d. tashii
- R. d. rhabdotum